# Louis-Joseph Desjardins
Louis-Joseph Desjardins (1766-1848) est un prêtre, un vicaire et un supérieur religieux canadien. Il est connu pour sa collection d'art et de tableaux qu'il avait acquis en Europe.

## Biographie
Né à Beaugency dans le diocèse d'Orléans en France le 19 mars 1766, il fit ses études à Meung-sur-Loire et à Orléans. Il fut ordonné le 20 mars 1790. Il est chanoine de la cathédrale de Bayeux en 1790 et 1791. 
Il fut incarcéré à Bayeux par la Révolution française en 1791. Exilé en Angleterre de 1791 à 1794, il devient vicaire à la basilique-cathédrale Notre-Dame de Québec de 1794 à 1795. Curé de Carleton-sur-Mer dans la baie des Chaleurs de 1795 à 1801, avec desserte de Richibouctou-Village de 1797 à 1800. 
À la cathédrale de Québec, il est assistant de 1801 à 1805 puis curé de 1805 à 1807 à l'Hôtel-Dieu de Québec. Il est chapelain de 1807 à 1836 et supérieur des Ursulines de 1825 à 1833.  Retiré de 1836 à 1848, il meurt le 31 août 1848. 
Il a été le grand intermédiaire entre son frère Philippe-Jean-Louis Desjardins et les églises du Canada pour procurer à celles-ci les magnifiques tableaux dont la Révolution avait dépouillé celles de France.